# (8871) Svanberg
(8871) Svanberg (1992 EA22) – planetoida z pasa głównego asteroid okrążająca Słońce w ciągu 5,34 lat w średniej odległości 3,05 au. Odkryta 1 marca 1992 roku.